# النكبة في القانون الدولي
النكبة التي تُشير إلى تهجير وتشريد ما يقرب من 750 ألف فلسطيني من ديارهم عام 1948، تُعدّ إحدى أبرز القضايا في القانون الدولي المعاصر، نظراً لتشابكها مع عدة مبادئ قانونية دولية، أبرزها: حظر التهجير القسري، حق العودة، جرائم الحرب، والتمييز العنصري.

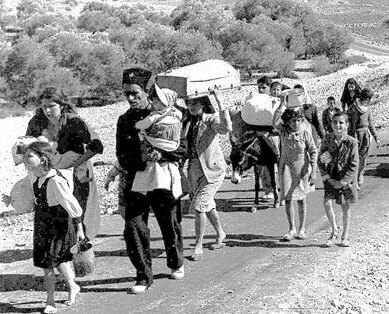
لاجئون فلسطينيون يشقون طريقهم من الجليل في تشرين الأول وتشرين الثاني (أكتوبر - نوفمبر) من عام 1948 خلال أحداث النكبة

### الخلفية التاريخية
في عام 1948، ومع إعلان قيام دولة إسرائيل، تعرضت مئات القرى الفلسطينية للتدمير، وتم تهجير مئات الآلاف من الفلسطينيين من منازلهم، فيما يُعرف بـ"النكبة". ما زالت تبعات هذه الأحداث قائمة حتى اليوم، في ظل استمرار اللجوء، ورفض السلطات الإسرائيلية عودة اللاجئين الفلسطينيين.

### التهجير القسري وخرق اتفاقيات جنيف
تُعدّ عمليات التهجير التي وقعت عام 1948 انتهاكاً واضحاً لأحكام اتفاقية جنيف الرابعة لعام 1949، والتي تُجرّم التهجير القسري للسكان المدنيين، وتحديداً المادة 49 من الاتفاقية.

### حق العودة في القانون الدولي
تنص المادة 13 من الإعلان العالمي لحقوق الإنسان على حق كل فرد في العودة إلى بلده. كما أكدت الجمعية العامة للأمم المتحدة في قرارها رقم 194 (لعام 1948) على ضرورة السماح للاجئين الفلسطينيين بالعودة إلى ديارهم. وقد أشارت منظمة العفو الدولية إلى أن رفض إسرائيل المستمر لحق العودة يُعد انتهاكاً ممنهجاً للقانون الدولي.

### النكبة كجريمة مستمرة ومفهوم قانوني جديد
يشير عدد من الباحثين القانونيين إلى ضرورة إعادة توصيف النكبة كجريمة قانونية مستمرة وليست مجرد حدث تاريخي، وذلك في ضوء استمرار التهجير ونزع الملكية والسياسات التمييزية. ووفقاً لدراسة منشورة في مجلة دراسات السياسات بجامعة القاهرة الأمريكية، فإن جريمة النكبة تجمع عناصر من عدة انتهاكات دولية تشمل التطهير العرقي، التهجير القسري، والتمييز العنصري، مما يستدعي النظر في إمكانية الاعتراف بها كجريمة قائمة بذاتها.
كما يقترح الباحثون أن النكبة تشكل "نموذجاً لجرائم مستمرة" (Continuing Crimes)، مما يفتح الباب أمام ملاحقة قانونية لا تتقيد بالتقادم الزمني.

### النكبة وجرائم الحرب
وثقت تقارير مستقلة ومنظمات حقوقية انتهاكات جسيمة ارتُكبت خلال النكبة، منها القتل الجماعي، والاعتداءات على المدنيين، وهدم القرى، وهي أفعال تُصنّف ضمن جرائم الحرب حسب المادة 8 من نظام روما الأساسي للمحكمة الجنائية الدولية.

### التمييز العنصري والفصل
ترى منظمات حقوقية مثل "هيومن رايتس ووتش" و"العفو الدولية" أن السياسات الإسرائيلية تجاه الفلسطينيين منذ النكبة ترقى إلى نظام فصل عنصري، وهو ما يخالف اتفاقية الفصل العنصري لعام 1973.

### جهود التدويل القانوني للنكبة
في السنوات الأخيرة، بدأت تظهر دعوات أكاديمية لتكريس مصطلح "النكبة" كمفهوم قانوني معترف به في القانون الدولي، يشبه مفاهيم مثل "الإبادة الجماعية" أو "التهجير القسري". وتهدف هذه المبادرات إلى توفير إطار قانوني للمحاسبة على ما جرى عام 1948 وما تبعه.

### التحديات القانونية والسياسية
رغم توافر الأسس القانونية، تواجه مطالب الفلسطينيين بتحقيق العدالة في النكبة عقبات متعددة، أبرزها:
- غياب الإرادة السياسية في مجلس الأمن.
- النفوذ الدولي لإسرائيل.
- حدود اختصاص المحكمة الجنائية الدولية الزمني الذي لا يشمل أحداث ما قبل عام 2002.

### خاتمة
النكبة ليست مجرد مأساة تاريخية، بل قضية قانونية مستمرة في ضوء استمرار التهجير القسري وحرمان اللاجئين من حقوقهم، وهو ما يجعل إدراجها ضمن إطار قانوني معترف به دولياً خطوة نحو تحقيق العدالة التاريخية للفلسطينيين.